# Jan Zajíček (politik)
Jan Zajíček, též Johann Zajiček nebo Johann Zajiczek (6. listopadu 1828 Stichovice – 9. června 1915 Vídeň), byl rakouský politik z Moravy, českého původu, ale hlásící se k německé národnosti, v 2. polovině 19. století poslanec Říšské rady a poslední německý starosta Prostějova.

## Biografie
Jeho otec Michal Zajíček (narozen 1789) byl měšťanem v Prostějově, později nájemce mlýna ve Slavkově u Brna a v Kyjově. Jan se narodil ve Stichovicích (dnes místní část obce Mostkovice) u Prostějova jako nemanželský syn vdově po prostějovském měšťanu Josefu Fickertovi. Biologický otec Michal Zajíček se k synovi přihlásil až roku 1838. Jan tedy v mládí vyrůstal pod jménem Fickert, až dodatečně začal užívat příjmení Zajíček. Roku 1847 koupil mlýn v Krasicích u Prostějova. Působil jako mlynář a oženil se s Rozálií Ablovou (dcera obchodníka a starosty Prostějova Ferdinanda Abla). Měli tři syny a čtyři dcery. Roku 1850 prodal svůj mlýn a nadále působil profesně jako obchodník v Prostějově. Měl velký železářský obchod a dům na prostějovském náměstí.
Byl veřejně a politicky činný. V období let 1864–1867 a znovu 1870–1892 zastával úřad starosty Prostějova. Byl českého původu, ale po příchodu do Prostějova, když se stal obchodníkem, se začal hlásit k německé národnosti a kultuře. Stranicky se profiloval jako německý liberál (takzvaná Ústavní strana, liberálně a provídeňsky orientovaná, odmítající federalistické aspirace neněmeckých etnik). Náležel mezi předáky německé politiky na Moravě. Národní listy ho v nekrologu líčí jako obratného a charakterního muže, jehož zásluhou se stalo, že německá správa obecní téměř plné čtvrtstoletí u vesla se udržela. Používal výlučně němčinu. S českou stranou sváděl dlouhé boje o vedení města. Roku 1892 Češi konečně převádli a Zajíčka nahradil Karel Vojáček.
V doplňovacích volbách 8. listopadu 1865 byl zvolen na Moravský zemský sněm za městskou kurii, obvod Prostějov. Do sněmu se po krátké přestávce (v zemských volbách v lednu 1867 zvolen nebyl a místo něj usedl do sněmu za město Prostějov jeho komunální český rival Florián Novák) vrátil již v zemských volbách v březnu 1867, opět za městskou kurii v Prostějově. Mandát zde obhájil v zemských volbách roku 1870. V zemských volbách roku 1871 ho dočasně vystřídal Florián Novák, ale již v zemských volbách v září 1871 se do sněmu vrátil. Po delší přestávce pak opětovně uspěl i v zemských volbách roku 1890. Zemský sněm ho roku 1872 delegoval i do Říšské rady (celostátní parlament, volený nepřímo zemskými sněmy). Složil slib 12. prosince 1872.
Do roku 1907 žil v Prostějově, pak se přestěhoval do Vídně. Podle jiného zdroje se již po svém odchodu z funkce starosty koncem 19. století odstěhoval do Olomouce a pak do Vídně.
V závěru života žil v bídě. Přišel o všechen majetek. České vedení prostějovské radnice mu dokonce muselo přispět na živobytí. Zemřel v červnu 1915 ve Vídni.